# Hallianthus
Hallianthus là chi thực vật có hoa trong họ Aizoaceae.